# فرناندو أفيلا
فرناندو أفيلا (بالبرتغالية: Fernando Roscio de Ávila) (8 فبراير 1955 في البرازيل - ) هو لاعب كرة طائرة برازيلي. شارك في الألعاب الأولمبية الصيفية 1976 والألعاب الأولمبية الصيفية 1984.

## وصلات خارجية
- فرناندو أفيلا على موقع اللجنة الأولمبية الدولية (الإنجليزية)
- فرناندو أفيلا على موقع أوليمبيديا (الإنجليزية)
- فرناندو أفيلا على موقع اللجنة الأولمبية البرازيلية (البرتغالية)